# 유희왕 5D's (만화)
유희왕 5D's(遊☆戯☆王5D's, 유희왕 파이브디즈)은 2009년 10월부터 2015년 3월까지 V점프에 연재된 만화이다. 원작은 히코쿠보 마사히로와 그림 사이토 마사시가 맡았다. 동명의 애니메이션과는 설정 등이 다르다.